# Las rosas de Hércules

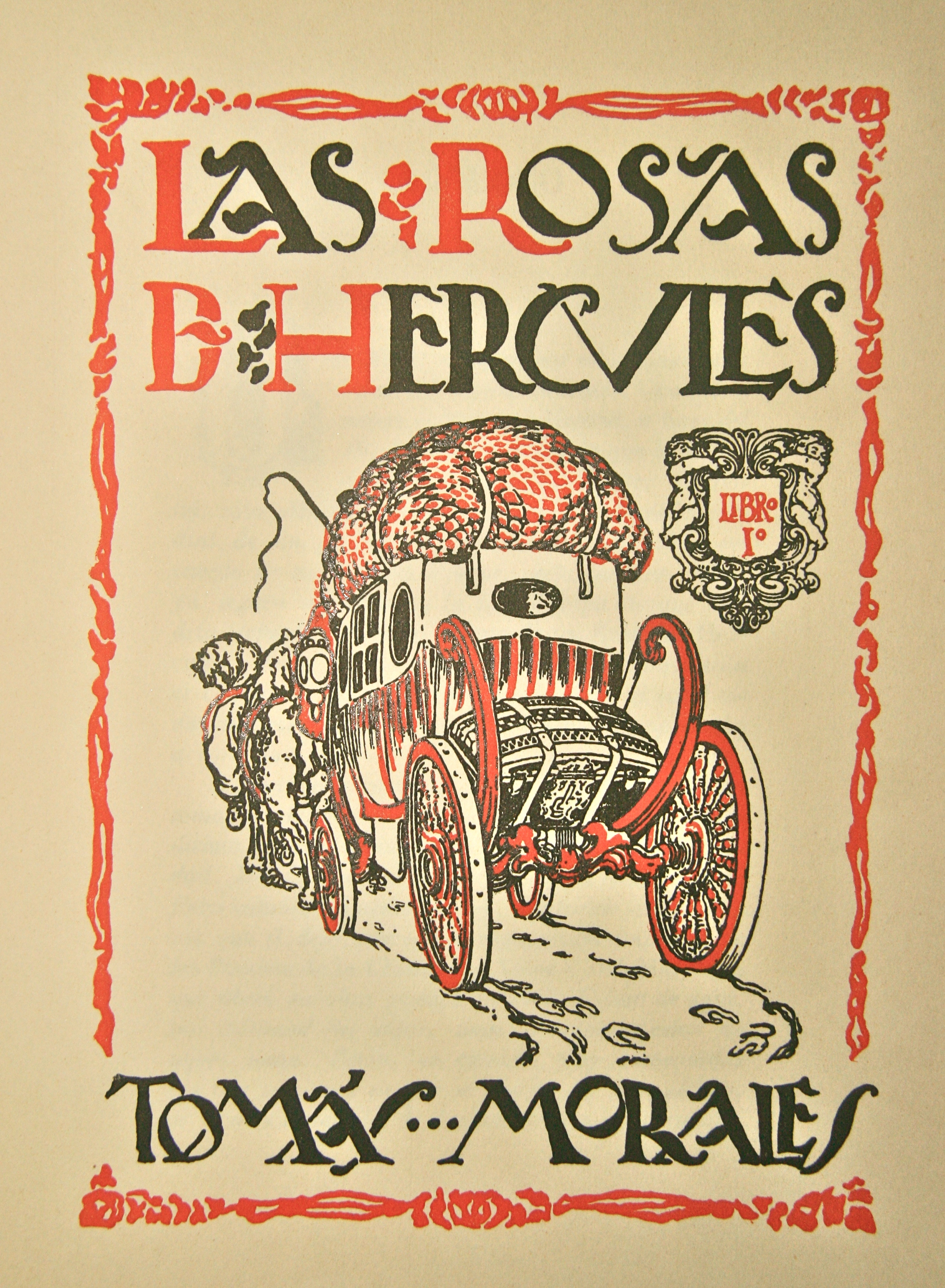
Portada del Libro I (1922).

Las rosas de Hércules es la obra más importante del poeta Tomás Morales (Moya, Gran Canaria 1884- Las Palmas de Gran Canaria, 1921). Publicada en dos partes, en 1919 y 1922, es un claro exponente de la estética modernista tanto en lo que se refiere al contenido y la factura de los poemas que lo conforman, como al propio diseño de la publicación, realizado por el pintor simbolista Néstor Martín Fernández de la Torre.

## Características físicas
Los dos tomos, editados por la Librería Pueyo de Madrid, presentan un cuidado diseño según los cánones de la estética modernista, lo que los convierte en verdaderas obras de arte en sí mismos. En su elaboración participaron, además del propio escritor, el pintor Néstor Martín Fernández de la Torre, íntimo amigo del poeta, que realizó la portada y diseñó algunas de las viñetas del interior; el también artista José Hurtado de Mendoza, que se encargó de las guardas; y Miguel Martín Fernández de la Torre, hermano de Néstor y destacado arquitecto y dibujante.

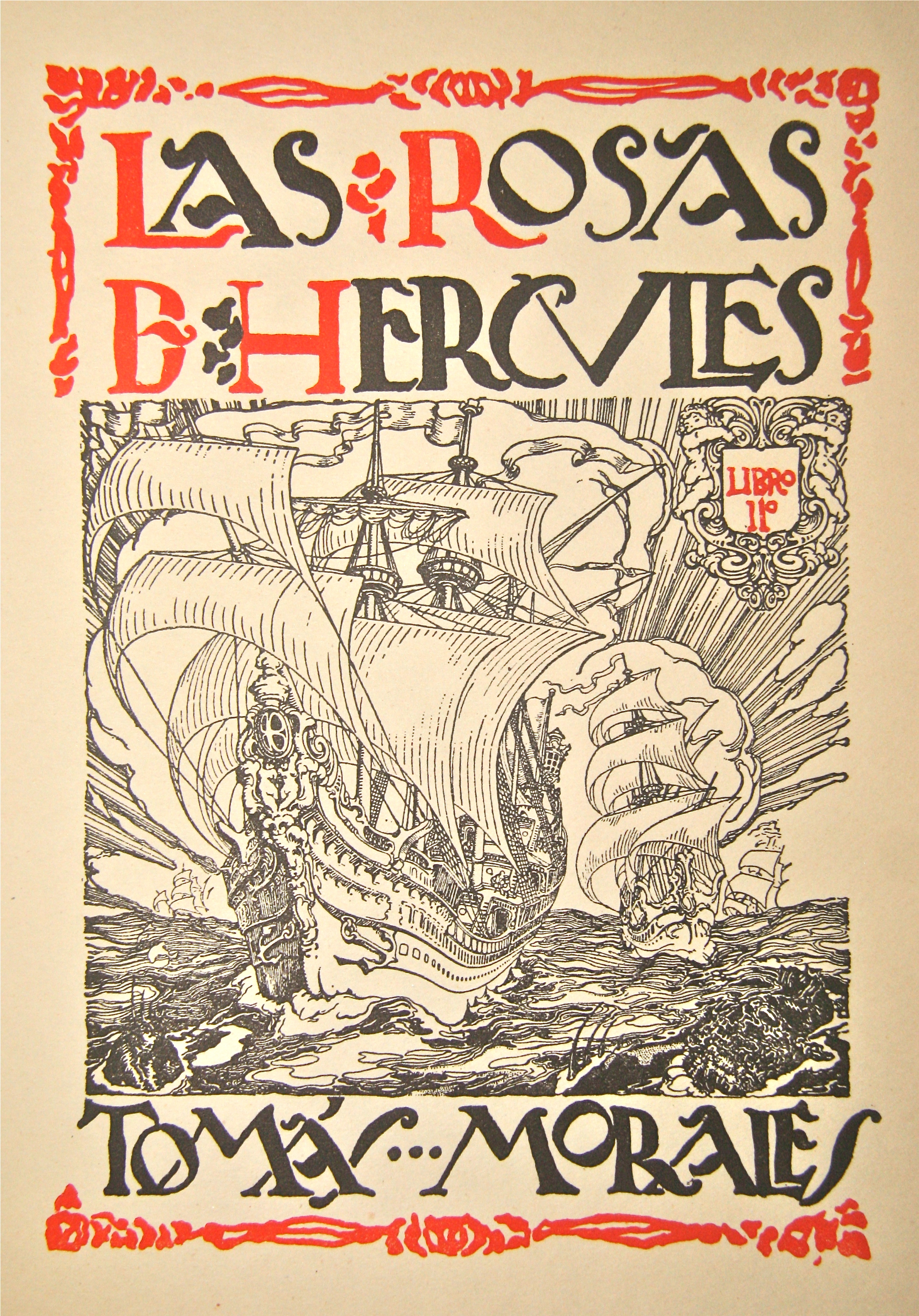
Portada del Libro II (1919).

El libro primero de Las rosas de Hércules está formado en su mayor parte por el contenido de un libro anterior de Tomás Morales titulado Poemas de la gloria, del amor y del mar (Madrid, 1908). Publicado póstumamente en 1922, está dividido en tres partes principales: “Vacaciones sentimentales”, “Poemas de  asuntos varios” y “Poemas del mar”, precedidas por un “Canto inaugural” a modo de declaración poética de todo el proyecto literario del autor. El libro cuenta, además, con una introducción del poeta Enrique Díez Canedo, amigo de Tomás Morales.
Destacan en este tomo los "Poemas del mar", que han dado celebridad al autor hasta el punto de que gracias a ellos se le conoce también como “el poeta del mar”. Otras composiciones importantes son “Romance de Nemoroso”, “Criselefantina” y el “Himno al Volcán”, en el que se canta al Teide en clave mitológica. Los “Poemas del mar” conforman una secuencia de diecisiete sonetos alejandrinos en los que se relata poéticamente un periplo marino desde el Puerto de la Luz y de Las Palmas en Gran Canaria hasta un lugar desconocido e incierto, que simboliza al propio destino.

## Las rosas de Hércules II
El libro II apareció antes que el I, en 1919, todavía en vida del autor. Tiene también una estructura cuidadosamente diseñada. Empieza con el poema “De sí mismo”, en el que el poeta recuerda sus propósitos estéticos en la línea del Modernismo. Luego vienen “Los himnos fervorosos”. Algunos poemas de esta parte, como “Britania máxima”, son verdaderas composiciones arquitectónicas, en las que el poeta ensaya una adaptación del hexámetro latino.
El siguiente apartado, titulado "Oda al Atlántico", es uno de los conjuntos clave de la obra del poeta.  A diferencia de los "Poemas del mar", ahora Tomás Morales da más importancia a los elementos mitológicos. Las “Alegorías” revelan las inquietudes estéticas y literarias del autor, así como “Epístolas, elogios, elogios fúnebres”. Destacan, como verdaderos manifiestos de la estética modernista, “A Rubén Darío en su última peregrinación” y la epístola “A Néstor”. Los “Poemas de la ciudad comercial” constituyen la última parte del libro. En ellos se canta la fundación mítica de la ciudad de Las Palmas de Gran Canaria. 

## Ediciones modernas
- Las Rosas de Hércules, Las Palmas de Gran Canaria, El Museo Canario, 1956. [Primera edición conjunta de los dos tomos]
- Oda al Atlántico, Las Palmas de Gran Canaria: Cabildo Insular de Gran Canaria, 1971.
- Vacaciones sentimentales, Las Palmas: Ayuntamiento de la Villa de Moya, 1971.
- Poemas de la ciudad comercial, Las Palmas de Gran Canaria: Ayuntamiento de Las Palmas de Gran Canaria, 1971.
- Las Rosas de Hércules, Las Palmas de Gran Canaria, Cabildo Insular de Gran Canaria, 1977.
- Las Rosas de Hércules, Barcelona: Barral Editores, 1977.
- Las Rosas de Hércules, La Cena de Bethania (Versiones de Leopardi). Santa Cruz de Tenerife: Interinsular Canaria, 1984.
- Las Rosas de Hércules, (Libros I y II, dos volúmenes en edición facsimilar), Santa Cruz de Tenerife, Consejería de Cultura del Gobierno de Canarias, 1985.
- Las Rosas de Hércules, lectura de Andrés Sánchez Robayna. Barcelona: Mondadori, 2000.
- Las Rosas de Hércules, edición crítica de Oswaldo Guerra Sánchez, Las Palmas de Gran Canaria, Cabildo de Gran Canaria, 2006.
- Poemas de la Gloria, del Amor y del Mar, texto introductorio de Oswaldo Guerra Sánchez. Reproducción facsímil de la edición: Madrid: Gutenberg-Castro y Compª, 1908. Las Palmas de Gran Canaria: Cabildo Insular de Gran Canaria, 2008.
- Las Rosas de Hércules, introducción y notas de Oswaldo Guerra Sánchez, Madrid, Cátedra, 2011.